# Ophiozonella depressa
Ophiozonella depressa is een slangster uit de familie Ophiolepididae.
De wetenschappelijke naam van de soort werd in 1878 gepubliceerd door Theodore Lyman.